# ハン・ベニンク
ハン・ベニンク（Han Bennink、1942年4月17日 - ）は、オランダのジャズ・ドラマーにしてパーカッショニスト。時折、自身の録音において、自分によるクラリネット、ヴァイオリン、バンジョー、ピアノの演奏をフィーチャーしている。
おそらく初期のヨーロピアン・フリー・ジャズとフリー・インプロヴィゼーションにおける中心人物の1人として最もよく知られているが、ベニンクは本質的にすべてのジャズの分野で仕事しており、批評家のクリス・ケルシーは、「残念ながら、その能力と興味がジャズの全範囲に及んでいる稀有なミュージシャンの1人である」と説明している。どたばた喜劇や不条理ユーモアをパフォーマンスに取り入れることで知られるベニンクは、ピアニストのミシャ・メンゲルベルクやサックス奏者のペーター・ブロッツマンと特に実り多い長期的なパートナーシップを築いてきた。ハンは、サックス奏者のペーター・ベニンクの兄弟である。

## 生い立ち
ベニンクは、クラシックのパーカッショニストの息子としてザーンダムで生まれた。彼は10代の間にドラムとクラリネットを演奏した。

## パフォーマンスのキャリア

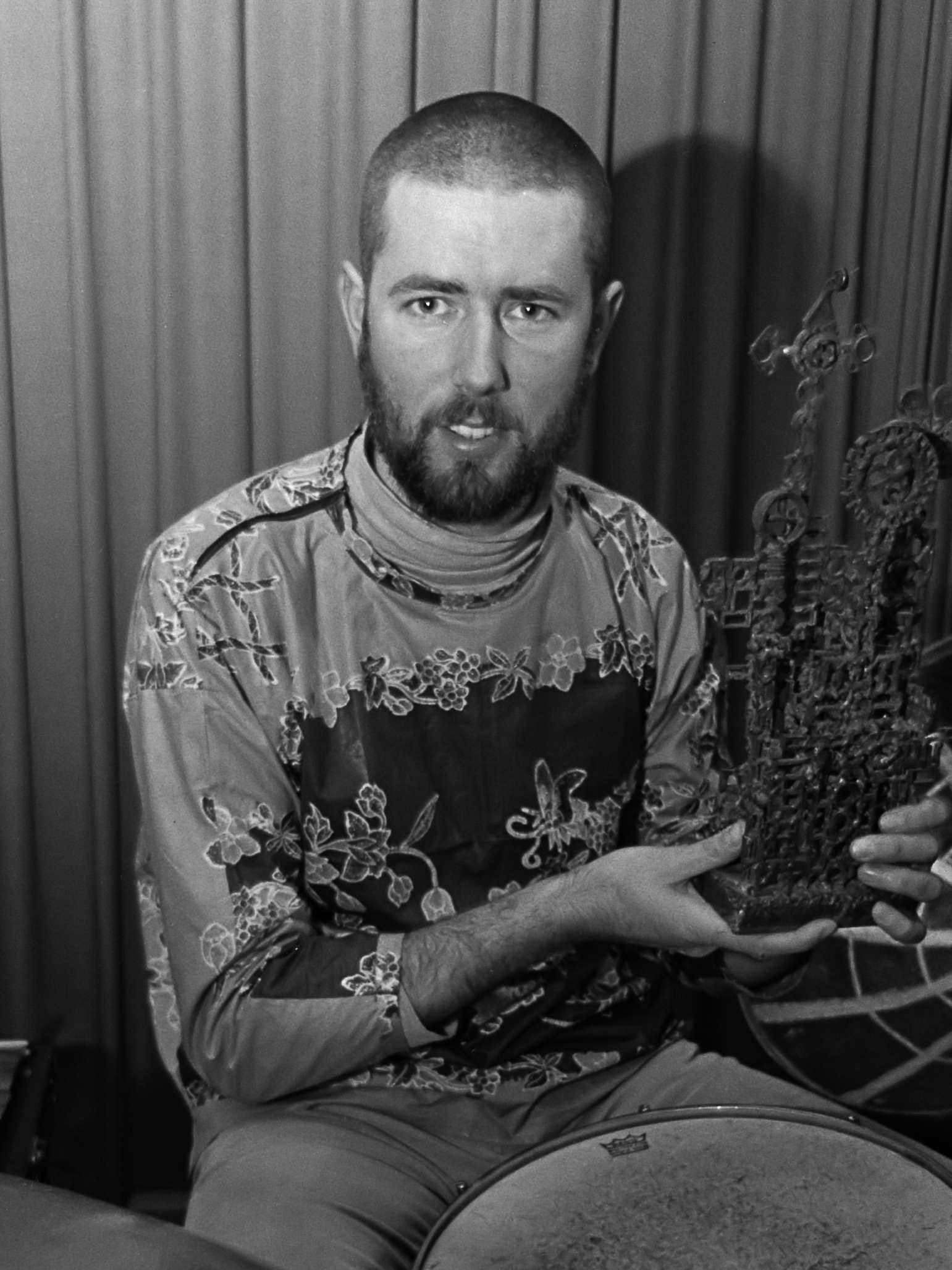
受賞するハン・ベニンク（1967年）

1960年代を通じて、デクスター・ゴードン、ウェス・モンゴメリー、ソニー・ロリンズ、エリック・ドルフィー（1964年のアルバム『ラスト・デイト』にも参加）など、オランダを訪れた多くのアメリカ人ミュージシャンたちのドラマーを務めた。
その後、彼はヨーロッパの新興のフリー・インプロヴィゼーション・シーンにおいて中心人物となっていった。1963年にピアニストのミシャ・メンゲルベルクとサックス奏者のピエト・ヌードワイクらとカルテットを結成して1966年のニューポート・ジャズ・フェスティバルに出演し、1967年にはメンゲルベルクとウィレム・ブロイカーと共にインスタント・コンポーサーズ・プールの共同創設者となり、オランダの前衛的なパフォーマンスを後援した。1960年代後半から、彼はサックス奏者のペーター・ブロッツマンとベルギーのピアニストのフレッド・ヴァン・ホーフとのトリオで演奏した。1976年にヴァン・ホーフが脱退した後はデュオとなって活動した。1990年代のほとんどを通じて、サックス奏者/クラリネット奏者のマイケル・ムーアと、チェリストのエルンスト・レイスグルとのトリオであるクルーソン3（クルーソン・トリオとしても知られる）で演奏を行った。彼はしばしばメンゲルベルクとのデュオで演奏し、他のミュージシャンとも一緒に彼と協力してきた。
1980年代後半から2000年代初頭にかけて、ベニンクはオランダのポストパンク・バンドであるThe Exと緊密に協力し、1995年のアルバム『Instant』に参加し、エチオピアへの最初のツアーで彼らと一緒に旅し演奏した。

## レコーディング
これら長年のグループで演奏するだけでなく、ベニンクはソロで演奏および録音を行い（アルバム『Tempo Comodo』（1982年）は彼のソロ・レコーディングの1つ）、デレク・ベイリー、コニー・バウアー、ドン・チェリー、アレクサンダー・フォン・シュリッペンバッハだけでなく、リー・コニッツのようなよりポピュラーなジャズ・ミュージシャンを含む、多くのフリー・インプロヴィゼーションやフリー・ジャズのミュージシャンと演奏した。1983年に彼はブギウギのピアニストでボーカリストのリトル・ウィリー・リトルフィールドと彼のアルバム『I'm in the Mood』でコラボレーションした。

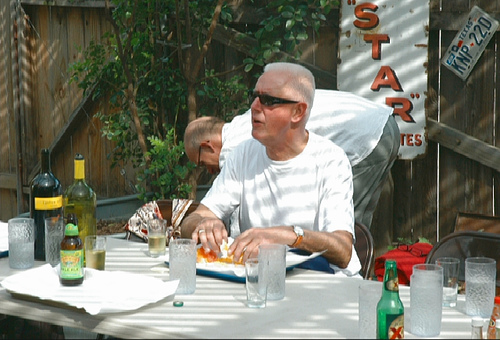
2006年4月、テキサス州オースティンでのハン・ベニンク

## スタイル
ベニンクのスタイルは、従来のジャズ・ドラムから非常に型破りなフリー・インプロヴィゼーションまで多岐にわたり、ステージ上のファウンド・オブジェクト（椅子、音楽スタンド、楽器ケース）、自分の体（お気に入りのデバイスはドラムスティックを口に入れて、もう一方のスティックで叩くこと）、パフォーマンス・スペース全体（床、ドア、壁）をよく使用する。彼は頻繁に鳥の鳴き声や、その他の好きなものを何でも利用している（1990年代のトロントでの特にマッドキャップにおけるパフォーマンスの1つは、床に置かれた耳をつんざくような火災報知ベルであった）。

## ディスコグラフィ
以下は、ハン・ベニンクによる録音の一部のリストである。

### ソロ・アルバム
- Solo (1970年、Instant Composers Pool)
- Nerve Beats (1973年、UMS, ALP, Atavistic)
- Solo - West/East (1979年、FMP)
- Tempo Comodo (1982年、Data Records)
- Serpentine (1997年、Songlines Recordings)
- Nerve Beats (2001年、Atavistic)
- Amplified Trio (2007年、Treader Records)
- Parken (2009年、ILK Music)

### リーダー・アルバム
- Instant Composers Pool (1968年、Instant Composers Pool) ※with ミシャ・メンゲルベルク、ジョン・チカイ
- Derek Bailey & Han Bennink (1972年、Ictus) ※with デレク・ベイリー
- A European Proposal (Live In Cremona) (1979年、Horo) ※with ミシャ・メンゲルベルク、ポール・ラザフォード、マリオ・スキアーノ
- 『円環の幻想』 - Spots, Circles, and Fantasy (1988年、FMP) ※with セシル・テイラー
- 『3』 - 3 (1997年、VIA Jazz) ※with ミケル・ボルストラップ 、エルンスト・グレラム
- Jazz Bunker (2000年、Golden Years Of New Jazz) ※with ユージン・チャドボーン、近藤等則
- Free Touching (Live In Beijing At Keep In Touch) (2004年、Noise Asia) ※with Wong Young、アンドレアス・シュライバー、デニス・レア、ステフェン・ショーン、クラウディオ・パンティン
- Home Safely (2004年、Favorite) ※with カーティス・クラーク、エルンスト・グレラム
- 3 (2004年、55 Records) ※with ミケル・ボルストラップ 、エルンスト・グレラム
- BBG (2005年、Favorite) ※with ミケル・ボルストラップ 、エルンスト・グレラム
- 『Monk Vol.1』 - Monk Volume One (2008年、Gramercy Park Music) ※with ミケル・ボルストラップ 、エルンスト・グレラム
- Laiv (2010年、Bassesferec) ※with ファブリツィオ・パグリッシ、エルンスト・グレラム
- Sonic Boom (2010年、816) ※with ユリ・ケイン